# Presidente de la Corte Suprema de Chile
El Presidente de la Corte Suprema de Justicia de Chile, oficialmente Presidente de la Excelentísima Corte Suprema de Justiciaes el miembro de la Corte Suprema de ese país encargado de presidirla institucionalmente. Es nombrado por el mismo tribunal, de entre sus miembros, y dura en sus funciones dos años, no pudiendo ser reelegido. Sus funciones están definidas en la Sección 2 del Título VI del Código Orgánico de Tribunales.

## Funciones

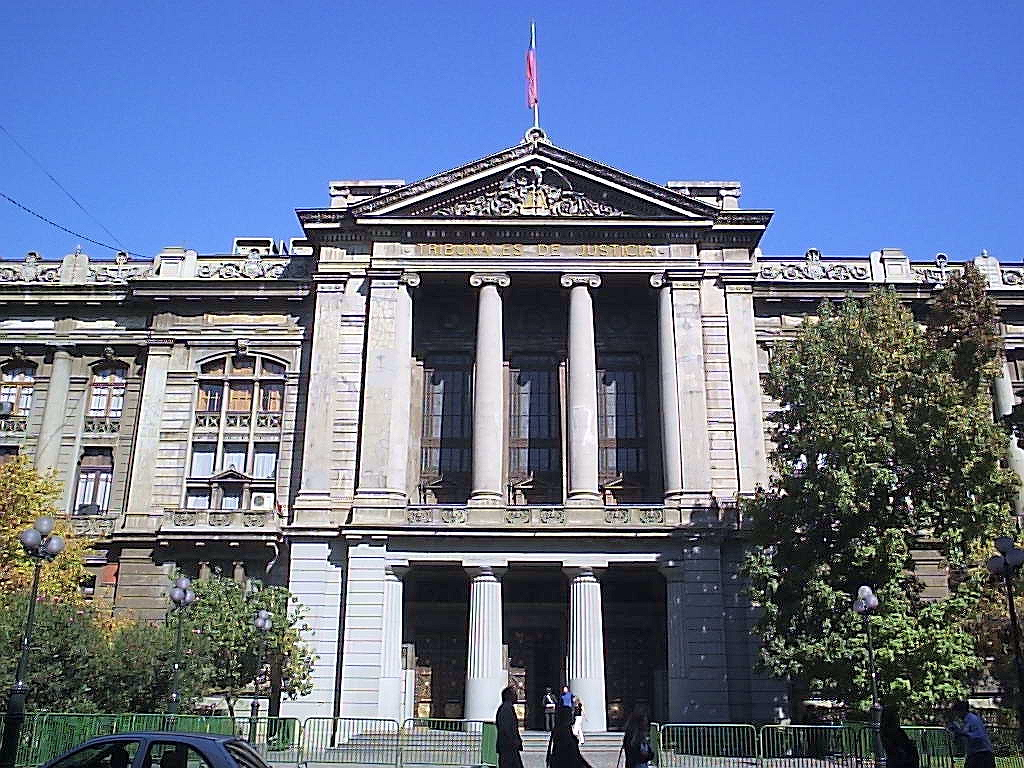
Palacio de los Tribunales de Justicia de Santiago, sede de la Corte Suprema de Chile.

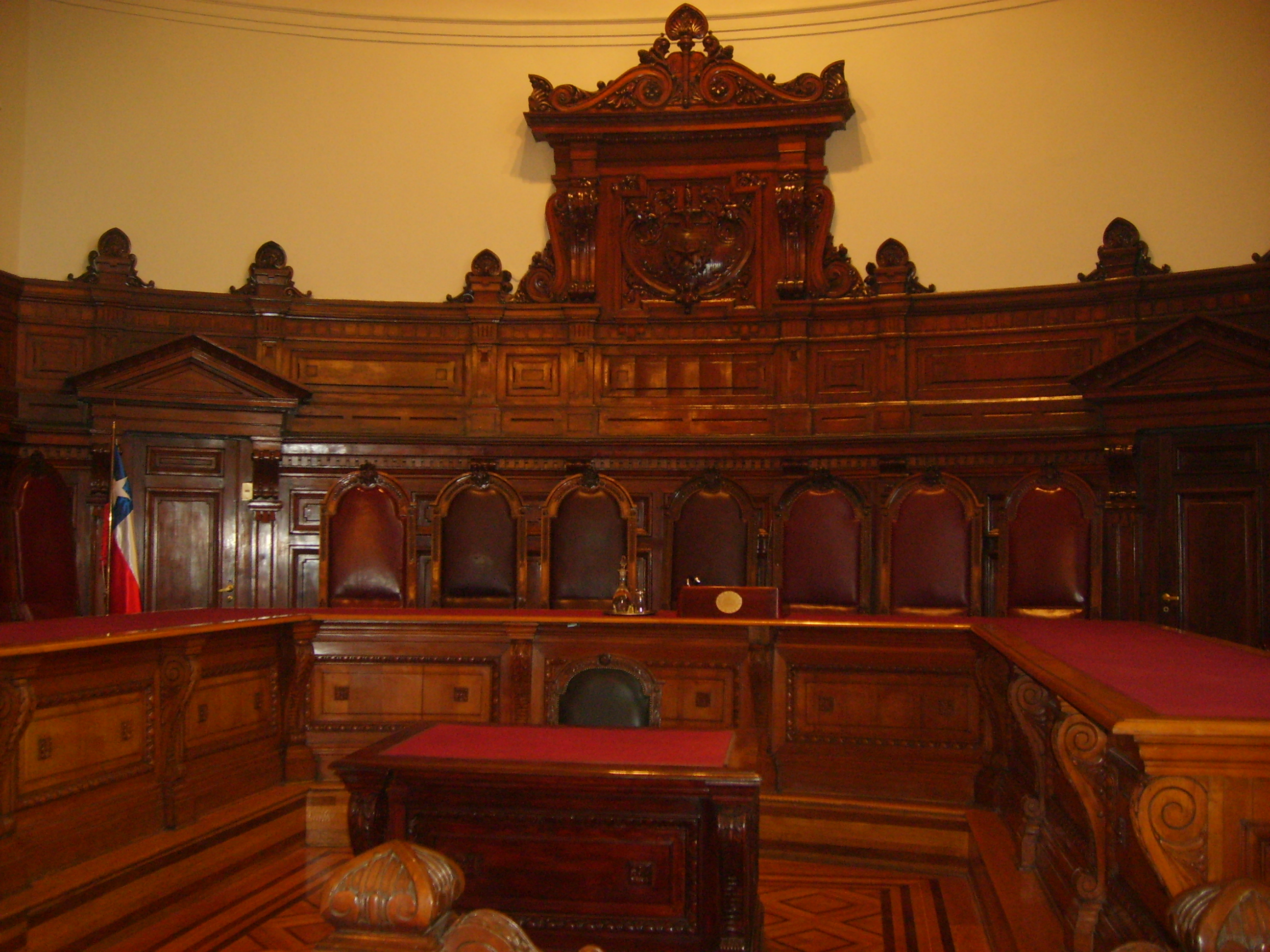
Salón del Pleno de la Corte Suprema de Justicia de Chile.

### Dirección de la Corte Suprema
El presidente de la Corte Suprema tiene como misión dirigir la misma Corte, y en tal posición le corresponde:
- Ejercer respecto a la Corte Suprema las siguientes facultades, que el Código Orgánico de Tribunales confiere a los presidentes de las Cortes de Apelaciones:
  - Presidir el respectivo tribunal en todas sus reuniones públicas;
  - Instalar diariamente las salas para su funcionamiento, haciendo llamar, si fuere necesario, a los funcionarios que deben integrarlas;
  - Abrir y cerrar las sesiones del tribunal, anticipar o prorrogar las horas del despacho en caso de que así lo requiera algún asunto urgente y grave y convocar extraordinariamente al tribunal cuando fuere necesario;
  - Mantener el orden dentro de la sala del tribunal, amonestando a cualquiera persona que lo perturbe e incluso haciéndole salir de la sala en caso necesario;
  - Dirigir los debates del tribunal, concediendo la palabra a los miembros que la pidieren;
  - Fijar las cuestiones que hayan de debatirse y las proposiciones sobre las cuales haya de recaer la votación;
  - Poner a votación las materias discutidas cuando el tribunal haya declarado concluido el debate;
- Formar la tabla para cada sala de la Corte, según el orden de preferencia asignado a las causas y hacer la distribución del trabajo entre los relatores y demás empleados del tribunal;
- Atender al despacho de la cuenta diaria y dictar los decretos o providencias de mera sustanciación y de los asuntos de que corresponda conocer al tribunal, o a cualquiera de sus salas;)
- Vigilar la formación del rol general de las causas que ingresen al tribunal y de los roles especiales para las causas que califique de despacho urgente u ordinario;
- Disponer la formación de la estadística del movimiento judicial de la Corte Suprema y de las Cortes de Apelaciones, en conformidad a los estados bimestrales que éstas deben pasar;
- Adoptar las medidas convenientes para que las causas de que conocen la Corte Suprema y las Cortes de Apelaciones se fallen dentro del plazo que establece la ley y velar porque las Cortes de Apelaciones cumplan igual obligación respecto de las causas de que conocen los jueces de sus respectivos territorios jurisdiccionales;
- Oír y resolver las reclamaciones que se interpongan contra los subalternos de la Corte Suprema;
- Designar a uno de los miembros del tribunal para que quede de turno durante el feriado de vacaciones.

### Tribunal unipersonal y accidental
Según el Artículo 53 del Código Orgánico de Tribunales, el presidente de la Corte Suprema también le corresponde actuar como tribunal unipersonal accidental o de excepción, es decir, se constituye como tal, cada vez que se presente una causa de aquellas que la ley le ha entregado a su conocimiento. Tiene competencia para conocer y fallar en primera instancia:
- De las causas sobre amovilidad de los ministros de las Cortes de Apelaciones;
- De las demandas civiles que se entablen contra uno o más miembros o fiscales judiciales de las Cortes de Apelaciones para hacer efectiva su responsabilidad por actos cometidos en el desempeño de sus funciones;
- De las causas de presas y demás que deban juzgarse con arreglo al Derecho internacional.
- De los demás asuntos que otras leyes entreguen a su conocimiento.

De las apelaciones contra las sentencias dictadas por el presidente de la Corte Suprema conoce una de las salas en que está dividida la misma Corte, salvo las causas sobre amovilidad, que corresponden a la Corte Suprema en pleno (con exclusión de su Presidente).

## Presidentes de la Corte Suprema de Justicia
A la fecha, 82 ministros, todos hombres, han ejercido como presidentes de la Corte Suprema:
|    | Nombre | Nombre                           | Mandato   | Universidad                                   | Notas |
| -- | --- | -------------------------------- | --------- | --------------------------------------------- | --- |
| 1  | | José Gregorio Argomedo           | 1823-1825 | Real Universidad de San Felipe                | Primer presidente de la Corte Suprema de Chile. |
| 2  | | Juan de Dios Vial del Río        | 1825-1850 | Real Universidad de San Felipe                | |
| 3  | | Manuel Montt Torres              | 1850-1851 | Real Universidad de San Felipe                | Ejerció este primer mandato antes de ser presidente de la República. |
| 4  | | Ramón Luis Irarrázaval           | 1851-1855 | Real Universidad de San Felipe                | También fue ministro del Interior y de Relaciones Exteriores. |
| 5  | | Manuel Cerda Concha              | 1855-1861 | Real Universidad de San Felipe                | |
| 6  | | Manuel Montt Torres              | 1861-1880 | Real Universidad de San Felipe                | Luego de ser Presidente de la República, volvió a presidir la suprema magistratura en este segundo mandato hasta el día de su muerte. Es el único que ha sido ambas magistraturas.                                                                                        |
| 7  | | José Miguel Barriga Castro       | 1880-1881 | Instituto Nacional                            | Integró la comisión revisora del Código Civil junto a Andrés Bello, fue uno de los ministros fundadores de la Corte de Concepción y también ejerció como diputado de la República.                                                                                        |
| 8  | | Alejandro Reyes Cotapos          | 1882      | Universidad de Chile                          | También fue parlamentario y ministro de Estado. |
| 9  | | Álvaro Covarrubias Ortúzar       | 1883      | U. de Chile                                   | También fue parlamentario y ministro de Estado, y además fue candidato a Presidente de la República en 1871. |
| 10 | | José Bernales Urmeneta           | 1884      | Real Universidad de San Felipe                | Primer mandato. |
| 11 | | Belisario Prats                  | 1885      |                                               | Fue ministro de Estado en los últimos días del presidente José Manuel Balmaceda. |
| 12 | | José Fructuoso Cousiño Fernández | 1886      |                                               | Primer mandato. |
| 13 | | Álvaro Covarrubias Ortúzar       | 1887      | U. de Chile                                   | Segundo mandato. |
| 14 | | José Bernales Urmeneta           | 1888      | Real Universidad de San Felipe                | Segundo mandato. |
| 15 | | José Fructuoso Cousiño Fernández | 1889-1890 |                                               | Segundo mandato. |
| 16 | | José Vicente Ábalos Valderrama   | 1891      |                                               | |
| 17 | | Gregorio Amunátegui Aldunate     | 1892-1893 | U. de Chile                                   | |
| 18 | | José María Barceló Carvallo      | 1893      | U. de Chile                                   | Fue parlamentario, ministro de Estado y decano de la Facultad de Derecho de la Universidad de Chile |
| 19 | | Carlos Risopatrón Escudero       | 1894      | U. de Chile                                   | |
| 20 | | José Alfonso Cavada              | 1895      | U. de Chile                                   | También fue ministro de Estado. |
| 21 | | Andrés Sanhueza Araneda          | 1896      |                                               | |
| 22 | | Máximo Flores Zamudio            | 1897      |                                               | |
| 23 | | Leopoldo Urrutia Anguita         | 1898      | Universidad de Chile                          | Primer mandato. |
| 24 | | José Gabriel Palma Guzmán        | 1899      |                                               | |
| 25 | | Carlos Eugenio Casanova Ramos    | 1900      |                                               | |
| 26 | | Ramón Huidobro Luco              | 1901      | Universidad de Chile                          | |
| 27 | | José Alfonso Cavada              | 1902      | Universidad de Chile                          | Segundo mandato. |
| 28 | | Galvarino Gallardo Font          | 1903      |                                               | |
| 29 | | Gabriel Gaete Ríos               | 1904      |                                               | |
| 30 | | Vicente Aguirre Palma            | 1905      |                                               | |
| 31 | | Leoncio Rodríguez Rodríguez      | 1906      |                                               | |
| 32 | | Carlos Varas Herrera             | 1907      |                                               | |
| 33 | | Leopoldo Urrutia Anguita         | 1908      | Universidad de Chile                          | Segundo mandato. |
| 34 | | José Gabriel Palma Guzmán        | 1909      |                                               | Segundo mandato. |
| 35 | | Enrique Foster Recabarren        | 1910      |                                               | |
| 36 | | José Bernales Mancheño           | 1911      |                                               | |
| 37 | | Luis Víal Ugarte                 | 1912      |                                               | |
| 38 | | Galvarino Gallardo Font          | 1913      |                                               | Segundo mandato. |
| 39 | | Gabriel Gaete Ríos               | 1914      |                                               | |
| 40 | | Eleazar Donoso Vildosola         | 1915      |                                               | |
| 41 | | Eduardo Castillo Vicuña          | 1916      |                                               | |
| 42 | | Carlos Varas Herrera             | 1917      |                                               | |
| 43 | | Luis Silva SIlva                 | 1918      |                                               | |
| 44 | | Gabriel Gaete Ríos               | 1919-1922 |                                               | Tercer mandato. |
| 45 | | Braulio Moreno Velásquez         | 1922-1925 |                                               | |
| 46 | | Javier Ángel Figueroa Larraín    | 1925-1927 | Universidad de Chile                          | Hermano del presidente Emiliano Figueroa Larraín. Fue exiliado por Carlos Ibáñez del Campo. |
| 47 | | Felipe Ricardo Anguita Acuña     | 1927      |                                               | |
| 48 | | Gustavo Sepúlveda Lagos          | 1927-1929 |                                               | |
| 49 | | Dagoberto Lagos Pantoja          | 1929-1931 |                                               | |
| 50 | | Javier Ángel Figueroa Larraín    | 1931-1932 | Universidad de Chile                          | Restituido en el poder por el presidente Juan Esteban Montero. |
| 51 | | Abraham Oyanedel Urrutia         | 1932-1935 | Universidad de Chile                          | Fue Vicepresidente de Chile, tras los sucesos de 1932, traspasándole el mando a Arturo Alessandri Palma. Junto a Manuel Montt, es el único Presidente de la Corte que ha ejercido también como jefe de Estado.                                                            |
| 52 | | Humberto Trucco Franzani         | 1934-1937 | Universidad de Chile                          | Primer mandato. |
| 53 | | Romilo Burgos Melo               | 1938-1940 |                                               | |
| 54 | | Carlos Alberto Novoa Sepúlveda   | 1940-1943 |                                               | |
| 55 | | Humberto Trucco Franzani         | 1944-1950 | Universidad de Chile                          | Segundo mandato. |
| 56 | | Gregorio Schepeler Pinochet      | 1951-1954 |                                               | |
| 57 | | Humberto Bianchi Valenzuela      | 1954-1957 |                                               | |
| 58 | | Miguel Aylwin Gajardo            | 1957-1960 | Universidad de Chile                          | Padre del Presidente de la República Patricio Aylwin Azocar. |
| 59 | | Rafael Fontecilla Riquelme       | 1960-1963 |                                               | |
| 60 | | Pedro Silva Fernández            | 1963-1966 |                                               | |
| 61 | | Osvaldo Illanes Benítez          | 1966-1969 |                                               | |
| 62 | [[File:Camara de Diputados - Julio Mercado Illanes (cropped).jpg\|350px\|alt={{{Alt\|{{{descripción}}}]]                                     | Ramiro Méndez Brañas             | 1969-1972 |                                               | |
| 63 | | Enrique Urrutia Manzano          | 1972-1975 | Universidad de Concepción                     | Emitió numerosas quejas al gobierno de Salvador Allende. Dio su beneplácito al golpe de Estado de 1973. Además fue el primer presidente que estudió en la Universidad de Concepción.                                                                                      |
| 64 | | José María Eyzaguirre Echeverría | 1975-1978 |                                               | |
| 65 | | Israel Bórquez Montero           | 1978-1983 |                                               | En 2016 la Cámara de Diputados lo declaró como una «vergüenza nacional» y solicitó al Poder Judicial retirar las imágenes del fallecido juez de sus dependencias y que no se le realicen homenajes, debido a su actuación contraria a la extradición de Manuel Contreras. |
| 66 | | Rafael Retamal López             | 1983-1988 | Pontificia Universidad Católica de Chile      | |
| 67 | | Luis Maldonado Boggiano          | 1988-1991 |                                               | |
| 68 | | Enrique Correa Labra             | 1991-1993 | Universidad de Chile                          | |
| 69 | | Marcos Aburto Ochoa              | 1993-1995 | Universidad de Chile                          | Con posterioridad a su mandato ejerció como senador institucional. |
| 70 | | Servando Jordán López            | 1996-1997 | Universidad de Chile                          | |
| 71 | | Roberto Dávila Díaz              | 1998-1999 | Pontificia Universidad Católica de Chile      | |
| 72 | | Hernán Álvarez García            | 2000-2001 | Universidad de Chile                          | |
| 73 | | Mario Garrido Montt              | 2002-2003 | Universidad de Chile                          | Destacado jurista, autor de numeras publicaciones sobre derecho penal, entre las que se cuentan su libro de 4 tomos. |
| 74 | | Marcos Libedinsky                | 2004-2005 | Universidad de Chile                          | |
| 75 | | Enrique Tapia Witting            | 2006-2007 | Universidad de Concepción                     | |
| 76 | | Urbano Marín Vallejo             | 2008-2009 | Universidad de Chile                          | Primer presidente de la Corte Suprema sin carrera judicial. |
| 77 | | Milton Juica Arancibia           | 2010-2011 | Universidad de Chile                          | |
| 78 | [[File:19-09-2012 Gran Parada Militar (8004342934).jpg\|1000px\|alt={{{Alt\|{{{descripción}}}]]                                              | Rubén Ballesteros Cárcamo        | 2012-2013 | Sede Valparaíso de la Universidad de Chile    | El primero en haber estudiado en lo que actualmente es la Universidad de Valparaíso. |
| 79 | | Sergio Muñoz Gajardo             | 2014-2015 | Pontificia Universidad Católica de Valparaíso | El primero en haber estudiado en la PUCV. |
| 80 | | Hugo Dolmestch Urra              | 2016-2017 | Universidad de Concepción                     | |
| 81 | | Haroldo Brito Cruz               | 2018-2020 | Universidad de Valparaíso                     | |
| 82 | | Guillermo Silva Gundelach        | 2020-2022 | Universidad de Concepción                     | |
| 83 | [[File:Bienes Nacionales destina nuevos inmuebles fiscales para el Poder Judicial (16308008687).jpg\|1000px\|alt={{{Alt\|{{{descripción}}}]] | Juan Eduardo Fuentes Belmar      | 2022-2024 | Universidad de Concepción                     | |
| 84 | | Ricardo Blanco Herrera           | 2024-2025 | Universidad de Chile                          | |